# Diocèse d'Ivrée
Le diocèse d'Ivrée (en latin : Dioecesis Eporediensis ; en italien : Diocesi di Ivrea) est un diocèse de l'Église catholique en Italie, suffragant de l'archidiocèse de Turin et appartenant à la région ecclésiastique du Piémont.

## Territoire
Le diocèse couvre la majeure partie du canavais ; il est situé dans une partie de la ville métropolitaine de Turin, le reste de cette ville métropolitaine est dans l'archidiocèse de Turin et les diocèses de Pignerol, Suse et Casale Monferrato. Il possède aussi la commune d'Alice Castello située dans la province de Verceil, le reste de cette province étant géré par l'archidiocèse de Verceil et les diocèses de Novare et Bielle.
Son territoire est de 1 850 km2 divisé en 141 paroisses regroupées en 7 archidiaconés. L'évêché est à Ivrée avec la cathédrale de l'Assomption qui conserve les reliques du bienheureux Thaddée MacCarthy (it). À Rivarolo Canavese les fidèles peuvent vénérer le corps de la bienheureuse Antoinette Marie Verna, fondatrice des sœurs de la charité de l'Immaculée Conception d'Ivrée et à Vische, celui de la vénérable Louise-Marguerite Claret de la Touche, fondatrice des sœurs de Béthanie du Sacré-Cœur.

## Histoire
Il est probablement érigé au Ve siècle. Le premier évêque historiquement documenté est Euloge, à la place duquel le prêtre Floreio signe les actes du synode de Milan en 451 ; déjà dans ce contexte, le diocèse apparaît comme suffragant de l'archidiocèse de Milan. Au Xe siècle, le bienheureux Vérémond entreprend la construction de la cathédrale romane. Il fait également agrandir le scriptorium, d'où proviennent de nombreux codex conservés dans la bibliothèque du chapitre.
À partir du XIe siècle, on note la présence de l'abbaye de Fruttuaria était importante, où le roi Arduin est également décédé. Au XIIIe siècle, les évêques d'Ivrée reçoivent d'importants privilèges de l'empereur. Dans la seconde moitié du siècle suivant, ils accordent une partie de leurs fiefs à la Maison de Savoie qui, à cette époque, cherche à unifier ses possessions piémontaises. En 1497, Bonifacio Ferrero est élu évêque ; les membres de sa famille seront sur le siège d'Ivrée sans interruption jusqu'en 1612.
Le 21 mai 1515, le diocèse intègre la province ecclésiastique de l'archidiocèse de Turin. En 1785, la cathédrale romane est démolie et une nouvelle cathédrale baroque est érigée au même endroit, qui est agrandie en 1854 et prend des formes néoclassiques. Le diocèse d'Ivrea reçoit la visite du pape Jean-Paul II en 1990. Le pape Benoît XVI visite Romano Canavese en 2009.